# Annemarie Verstappen

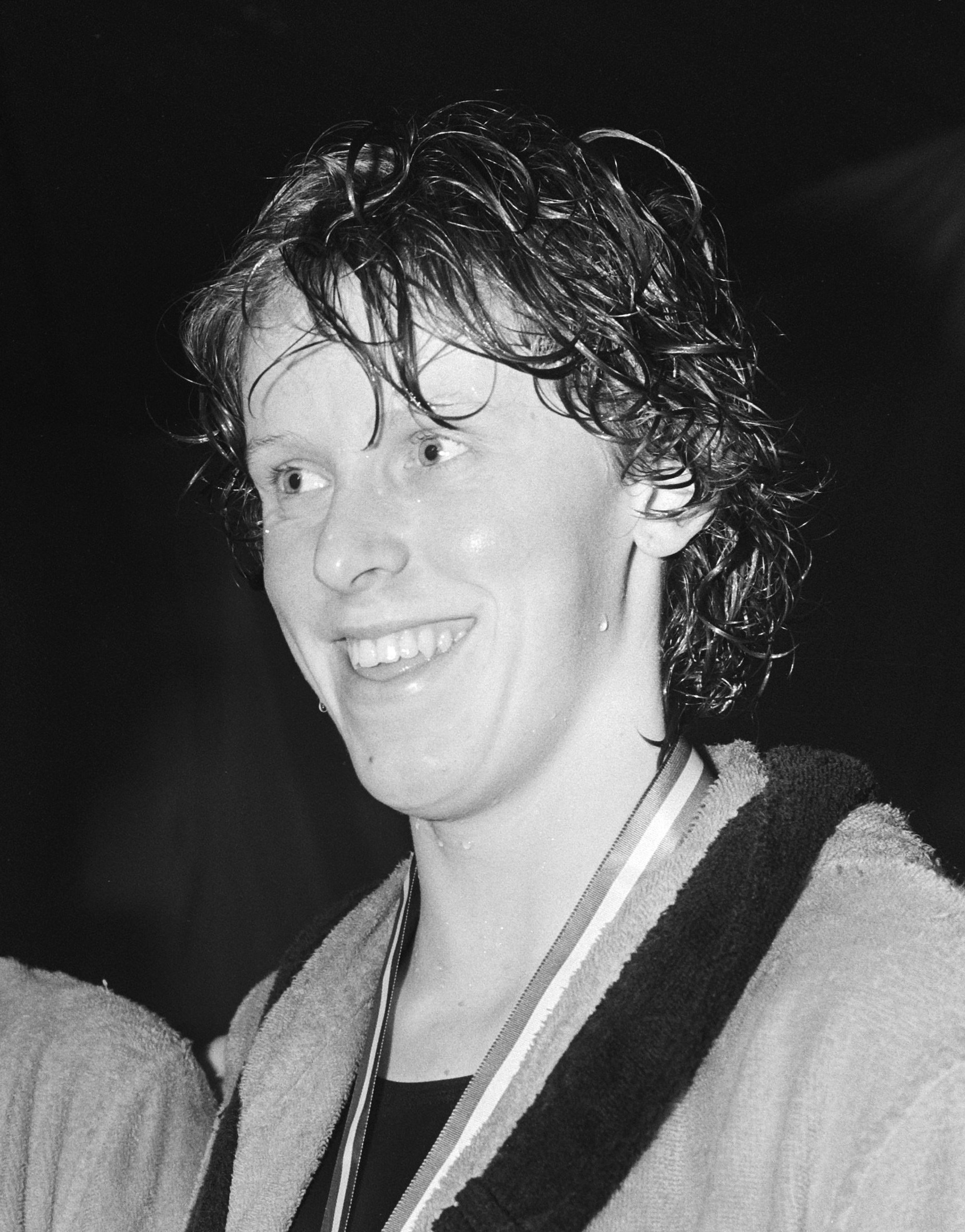
Annemarie Verstappen (1983)

Anna Maria Theodora Petra Verstappen verh. Janssen (* 3. Oktober 1965 in Rosmalen) ist eine ehemalige niederländische Schwimmerin. 1982 war sie Weltmeisterin über 200 Meter Freistil. Bei den Olympischen Spielen 1984 gewann sie eine Silbermedaille und zweimal Bronze.

## Sportliche Karriere
Ihre erste internationale Medaille gewann Annemarie Verstappen bei den Schwimmeuropameisterschaften 1981 in Split. Dort erschwamm die niederländische 4-mal-100-Meter-Freistilstaffel in der Besetzung Annemarie Verstappen, Monique Drost, Wilma van Velsen und Conny van Bentum Bronze hinter den beiden deutschen Staffeln. Verstappen belegte außerdem den siebten Platz über 100 Meter Schmetterling, den achten Platz über 200 Meter Lagen und den vierten Platz mit der Lagenstaffel in der Besetzung Jolanda de Rover, Petra van Staveren, Annemarie Verstappen und Conny van Bentum.
Im Jahr darauf gewann Verstappen bei den Schwimmweltmeisterschaften 1982 in Guayaquil über 100 Meter Freistil Silber hinter Birgit Meineke aus der DDR. Über 200 Meter siegte Verstappen in 1:59,53 min vor Meineke und Annelies Maas. Die Freistilstaffel mit Verstappen, Maas, van Velsen und van Bentum erkämpfte Bronze hinter den Staffeln aus der DDR und aus den Vereinigten Staaten. Die niederländische Lagenstaffel, die in der gleichen Besetzung wie 1981 antrat, belegte den vierten Platz. Für ihren Weltmeistertitel wurde Annemarie Verstappen 1982 in den Niederlanden zur Sportlerin des Jahres gewählt.
Bei den Schwimmeuropameisterschaften 1983 in Rom trat Verstappen in fünf Disziplinen an und gewann drei Medaillen. Die 200-Meter-Freistilstaffel mit Annemarie Verstappen, Jolande van der Meer, Reggie de Jong und Conny van Bentum erhielt Bronze hinter den beiden deutschen Staffeln. Über 100 Meter Freistil belegte Verstappen den vierten Platz. Die 100-Meter-Freistilstaffel mit Annemarie Verstappen, Wilma van Velsen, Elles Voskes und Conny van Bentum gewann Silber hinter der Staffel aus der DDR. Über 100 Meter Schmetterling belegte Verstappen den sechsten Platz. Schließlich gewann die Lagenstaffel mit Jolanda de Rover, Petra van Staveren, Annemarie Verstappen und Conny van Bentum Silber hinter der Staffel aus der DDR.

V. l. n. r.: Petra van Staveren, Annemarie Verstappen, Jolanda de Rover, Conny van Bentum (1984)

Nachdem die Schwimmerinnen aus der DDR bei den Olympischen Spielen 1984 in Los Angeles wegen des Olympiaboykotts nicht dabei waren, gewann die Mannschaft des Gastgeberlandes fast alle Goldmedaillen bei den Schwimmerinnen, lediglich die Kanadierin Anne Ottenbrite sowie Jolanda de Rover und Petra van Staveren aus der niederländischen Mannschaft konnten je eine Goldmedaille gewinnen. Verstappen erkämpfte über 100 Meter Freistil Bronze hinter den zeitgleich ins Ziel kommenden US-Schwimmerinnen Nancy Hogshead und Carrie Steinseifer. Über 200 Meter gewannen Mary Wayte und Cynthia Woodhead aus den Vereinigten Staaten Gold und Silber, dahinter erhielt Verstappen Bronze. Die niederländische Freistilstaffel mit Annemarie Verstappen, Elles Voskes, Desi Reijers und Conny Van Bentum erreichte als Zweite hinter den Amerikanerinnen das Ziel. Bei ihrem vierten Start belegte Verstappen den vierten Platz über 100 Meter Schmetterling. Die niederländische Lagenstaffel mit den Olympiasiegerinnen de Rover und van Staveren sowie Verstappen und Reijers wurde im Vorlauf disqualifiziert.
Bei den Schwimmeuropameisterschaften 1985 schwamm Annemarie Verstappen nur in einem Finale. Die 100-Meter-Freistilstaffel mit Conny van Bentum, Ilse Oegema, Karin Brienesse und Annemarie Verstappen als Schlussschwimmerin gewann Bronze hinter den beiden deutschen Staffeln.
Zum Abschluss ihrer Karriere nahm Verstappen 1986 an den Weltmeisterschaften in Madrid teil und erreichte sechsmal das Finale. Sie belegte den achten Platz über 100 Meter Freistil. Die 200-Meter-Freistilstaffel mit Annemarie Verstappen, Jolande van der Meer, Marianne Muis und Conny van Bentum gewann Bronze hinter den Staffeln aus der DDR und den USA. Über 200 Meter Freistil trat Verstappen als Titelverteidigerin an, belegte aber nur den achten Platz. Mit Conny van Bentum, Laura Leideritz, Karin Brienesse und Annemarie Verstappen erkämpfte die 100-Meter-Freistilstaffel Bronze hinter DDR und USA. Auch in der Lagenstaffel siegte die Staffel aus der DDR vor den USA und den Niederländerinnen, für die Jolanda de Rover, Petra van Staveren, Conny van Bentum und Annemarie Verstappen antraten. Zum Ausklang belegte Verstappen über 50 Meter Freistil den fünften Platz.
Ihren einzigen Weltrekord schwamm Annemarie Verstappen am 9. Juli 1983 mit 25,64 Sekunden über 50 Meter Freistil. 1994 wurde Annemarie Verstappens Sohn geboren, der spätere Fußballnationalspieler Vincent Janssen.